# 232 (число)
Вижте пояснителната страница за други значения на 232.
232 (двеста тридесет и две) е естествено, цяло число, следващо 231 и предхождащо 233.
Двеста тридесет и две с арабски цифри се записва „232“, а с римски – „CCXXXII“. Числото 232 е съставено от три цифри от позиционните бройни системи – 2 (две), 3 (три).

## Общи сведения
- 232 е четно число.
- 232-рият ден от невисокосна година е 20 август.
- 232 е година от Новата ера.